# Reserva Paleontológica “Francisco P. Moreno”
La Reserva “Francisco P. Moreno” de Marcos Paz, que cuenta con más de 25.000 metros cuadrados, es un yacimiento de restos fósiles de animales que habitaron la región entre cuarenta mil y ocho mil años atrás. Se trata de megamamíferos, los animales de más de mil kilogramos de peso, hoy extintos, como los mastodontes, los antiguos parientes de los elefantes.

## Creación
Fue creado por la Ordenanza 07/2004 de Patrimonio Paleontológico Municipal y Decreto 017/2013 de Declaración de Interés Municipal. Este sitio integra el Catálogo de bienes patrimoniales de la Cuenca que lleva adelante ACUMAR.
La iniciativa surgió a partir de los numerosos hallazgos realizados por vecinos y operarios de la cantera, ubicada a unos 15 metros de profundidad, sobre la margen norte del Río Matanza, un lugar de donde se extrae tosca y arcilla.
La División Paleontología de Vertebrados del Museo de La Plata analizó el sitio y reconoció su enorme valor, por la cantidad y variedad de los restos de animales hallados en el lugar, disponibles en un área concentrada, algo poco habitual.

## Hallazgos
Entre los grupos de mamíferos fósiles hallados, se reconocen formas extintas, como: 
- Gliptodontes
- Toxodontes
- Mastodontes
- Perezosos terrestres
- Osos
- Caballos
- Macrauquenias

También fauna que es posible encontrar en la actualidad como zorros, zorrinos, camélidos, pecaríes, ciervos y distintas especies de armadillos y roedores. Entre las aves, se destacan algunos como los pajaritos (paseriformes) y las perdices. También se han hallado restos pertenecientes a tortugas, ranas y peces. Entre los invertebrados, se encuentran almejas, ostras, caracoles y microfósiles como los ostrácodos y foraminíferos.
Uno de los hallazgos más particulares consiste en el descubrimiento de restos de un antiguo pariente de los elefantes, conocidos como mastodontes. Estos fueron los animales más grandes que habitaron la zona hasta hace diez mil años. La cantidad de restos recuperados, incluso de ejemplares juveniles, motivó a que se nombre a la localidad de Marcos Paz “Tierra de Mastodontes”.

## Museo paleontológico
En las instalaciones del Museo y en las visitas a la cantera se dictan charlas y se realizan actividades didácticas con niños de diferentes instituciones locales, y público en general, sobre diversos temas de paleontología y ciencias naturales.